# 阿爾普巴赫河 (羅伊斯河支流)
46°49′09″N 8°38′45″E / 46.81928°N 8.64587°E

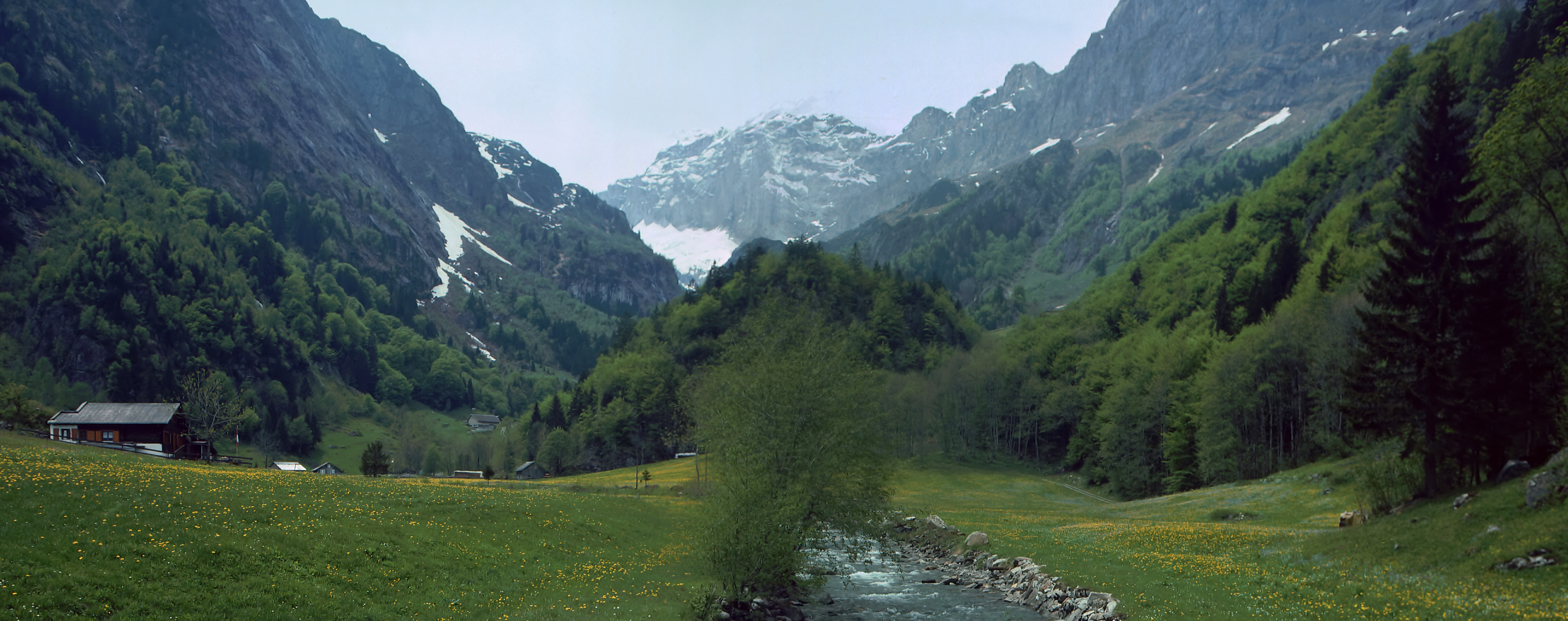

阿爾普巴赫河是瑞士的河流，位於該國中部，流經烏里州，屬於羅伊斯河的左支流，處於烏里山地區，河道全長10.1公里，流域面積30.7平方公里。